# Баксари (селище)
Бакса́ри (рос. Баксары) — селище у складі Леб'яжівського округу Курганської області, Росія.
Населення — 9 осіб (2010, 31 у 2002).